# Borbála Tóth Harsányi
Borbála Tóth Harsányi (Debrecen, 8 de agosto de 1946) é uma ex-handebolista húngara, medalhista olímpica.
Borbála Tóth Harsányi fez parte do elenco medalha de bronze, em Montreal 1976.